# 张店镇 (长治市)
张店镇，是中华人民共和国山西省长治市屯留区下辖的一个乡镇级行政单位。1958年，设置张店公社，1984年，改为张店镇。2000年12月，张店镇与丈八庙乡、八泉乡、宜林乡合并。

## 行政区划
2000年合并后的张店镇管辖37个行政村。2002年，郭家庄、徐家庄合并为郭徐庄村。今张店镇下辖以下行政村：
张店村、甄湖村、张村、田石村、天水沟村、南里庄村、元庄村、上立寨村、小辛庄村、牛王庙村、丈八庙村、五龙沟村、李家庄村、苗桥村、陈村、白家沟村、半坡村、双泽村、雁落坪村、宜丰村、中村、河西村、柳树庄村、崖底村、下庄村、唐王庙村、徐家庄村、郭家庄村、林庄村、土后庄村、八泉村、七泉村、南沟村、寨上村、吴而村、西上村和西沟河村。